# Верхне-Лалье
Верхне-Лалье — населённый пункт и одновременно название местности (ранее церковный приход), объединяющей группу деревень в верховьях реки Лала, недалеко от посёлка Лальск. Часто в переписке название пишется как «Верхнелалье». В дореволюционное время именовалось как Верхолалье (редко, обычно на картах - Верхолальском). Название села имеет написание Верхне-Лалье, наименование поселения в составе группы деревень в верховья реки Лалы - Верхнелалье.

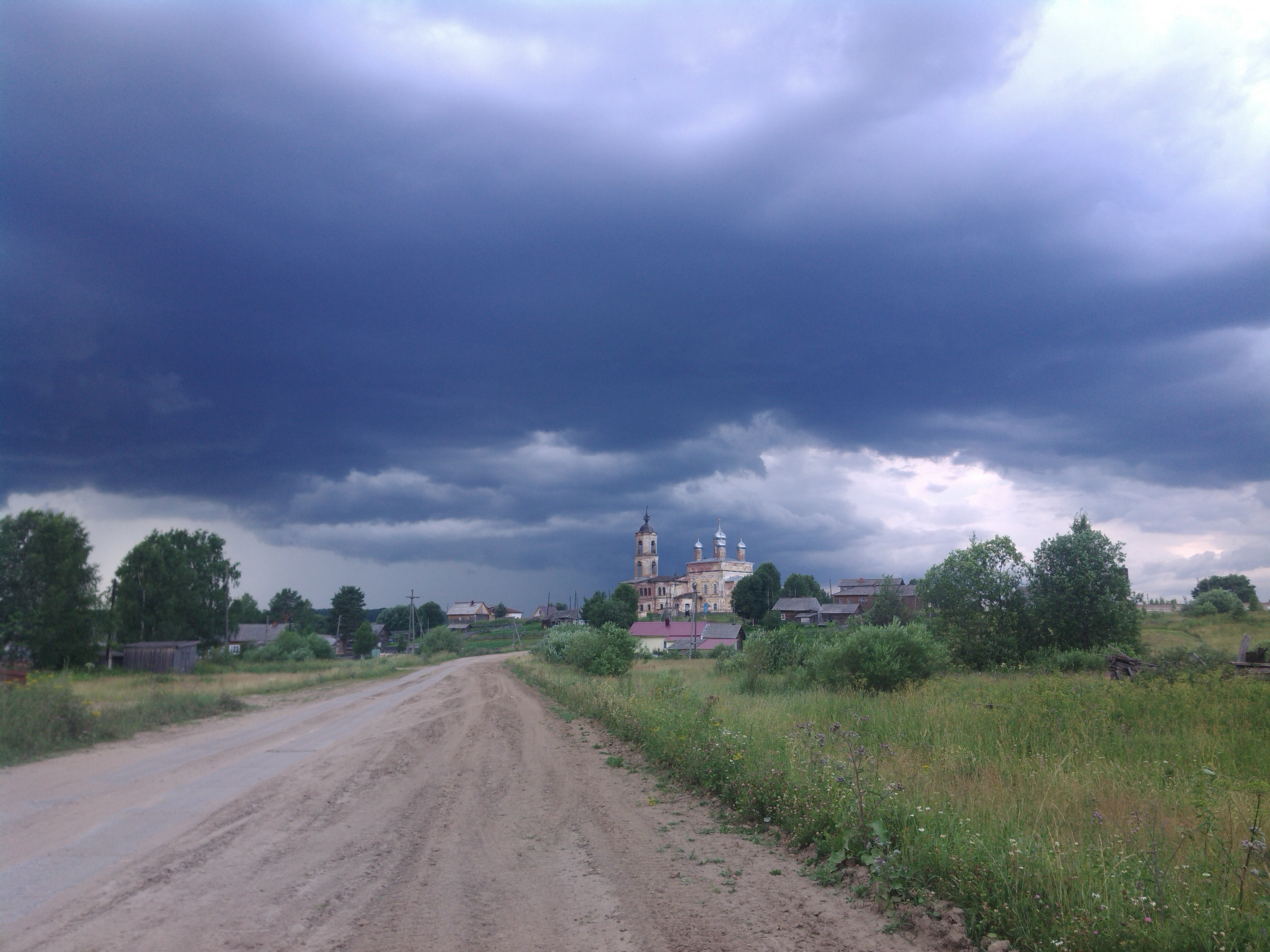
Село Верхнелалье

До 2009 году на территории Верхнелалья существовал сельский округ. Законодательное собрание Кировской области своим решением от 28 мая 2009 года упразднило округ, присоединив населённые пункты к Лальскому городскому поселению на основании Закона Кировской области N 381-ЗО от 4 июня 2009 г. "О внесении изменений в Закон Кировской области «О Реестре административно-территориальных единиц и населённых пунктов Кировской области».

## История
Верхнелалье заселилось много раньше знаменитого Лальска, который был основан выходцами из Великого Новгорода во время разгрома (1570 г.) республиканской вольницы Иваном Грозным. Судя по документам беженцы осели в 80 км от Великого Устюга по сибирскому тракту на реке Лала и расселились вверх по реке. И было их не менее 60 человек. Исследования древних документов и местного разговорного наречия дают предположения, что территория Верхнелалья заселялась со стороны Виледи новгородскими выходцами, осваивавшими северные территории. До прихода новгородцев здесь жили чудские племена. Которые как говорится в летописи сошли, вытеснились или себя истребили.
Археологические раскопки обнаруживают «Чудския ямы», о которых народное предание гласит, что жившая здесь языческая Чудь, противоборствовавшая распространению христианства, решилась лучше умереть, чем принять новую веру, для чего она заходила в эти ямы семействами или общинами, подрубала поставки, придерживавшия крышу с находящеюся на ней наношенною землёй и таким образом хоронила себя. Известные поселения Чуди именуются городками или городищами. В Верхне-Лалье возможно такой городок (не полная достоверность) находится, как говорится в документах "В Верхолальском Михайло-Архангельском приходе, Ильинско-Подомской волости, в полуверсте от церкви находится возвышенная местность называемая «Городком», с юго-востока городок обнесён земляным валом, на западе и севере обрывисто склоняется к старой реке Лала, которая в настоящее время превратилась уже в болотистую местность. По народному преданию в этом городке обитала «Чудь». Но исследования аналогичных объектов на соседних территориях заставляют считать, что эти городки были созданы в 14-16 веках по инициативе местного населения при поддержке московского государства, либо по решению властей для организации государственных мероприятий — сбор налогов, распределение государственных обязанностей, проведение судов, а также для укрытия населения и торговых караванов в случае опасности нападения организованных вооружённых шаек удмуртов, марийцев, татар и прочих.
Есть основания полагать, что коренное финно-угорское население соседствовало и мирно сосуществовало с пришлыми поселенцами на протяжении длительного времени, до полной ассимиляции в славянской среде. О их присутствии говорят названия поселений Соловьево, Тютяково, Пердуново, которые были в конце концов заброшены и уже упоминались как пустоши. Периодически на этих пустошах кто-то обосновывался жить, образуя починок.
Первое упоминание об образовании здесь современных поселений относится к 1548 году. Более ранних и достоверных документов обнаружить не удаётся. Во время пожара 1715 года в Сольвычегодске сгорели писцовые книги.
Первые документальные сведения о возрасте деревень местности содержатся в писцовой книге 1625 года писцов Ивана Степановича Благово и подьячего Василия
Архипова. Сведения собраны путём опроса крестьян Лальской волости Сольвычегодского уезда Слободки Антропьевой: Голые Горки — (1619), Остафьева Гора (с деревней Пердунова Гора) — (1588), Леунина — (1611), Гончарова — (1602), Токаревская — (1574), Стройково (Строково) и пустошь Соловьево — (1618), Курьянова — (1548), Лисьи Горки — (1617), Вяткина Гора (ранее Веткина Гора, позже Ворончиха) — (1625), Княже (с деревней Тютяково)- (1589), Емельянова Гора — (1598), Верхолалье — (1595).
Уже в переписи 1710 года: (Архангелогородская губерния: Переписная книга города Соливычегодска переписи стольника Ивана Романовича Цымерманова (РГАДА. Ф.1209. Оп.1. Д.1082. Л. 1-32)) упоминаются деревни (без соблюдения последовательности) : Ярцово, Гледенский мыс, Сирина гора, Остафьева Гора, Пердуново, Пожарище, Лолуевская, Голая горка, Потанин починок, Тютяково, Княжо, Строково (Стройково), пустошь Соловьёва, Токарево, Попов выставок, Поздеев починок.
Деревни относились к Верхолальскому Михайло-Архангельскому приходу, Ильинско-Подомской волости. В документах именовались Верхолальском. В 1780 — 1796 годах — в Лальском уезде.
До Октябрьской революции территория Врхне-Лальского Совета находилась в составе Ильинско-Подомской волости Вологодской губернии, а с 1918 года — Северо-Двинской губернии.
В 1924 году Верхне-лальский сельсовет перешёл из Ильинско-Подомской волости Сольвычегодского уезда во вновь созданный Лальский район.
На территории сельского Совета в 30-е годы насчитывалось более 40 деревень.
В 1929 году в период коллективизации на территории Верхне-лальского сельсовета создано 17 колхозов:
- «Новый Север» (деревни В. Мишутино и Зманово);
- «Победа» (деревня Гончарово);
- «Сознание» (дер. Сирино);
- «Верный путь» (Емельяниха и Прислон, с. Верхнелалье);
- «Пламя» (Астафьева Гора, Пожарнище, Подымолово);
- «Ударник» (Кирьяново, Надеево, Н.-Лисья, В.-Лисья, Ерёмина Гора);
- «Борец» (Ярцево, Гляден мыс);
- «Красный боевик» (Наволок, Левунино, Н. Мишутино);
- «Заря» (Токарево, Попова выставка);
- «Дружба» (Ворончиха);
- «Новая жизнь» (Бык, Голая Горка);
- «Орел» (Княжа);
- «Новый путь» (Малое Стройково, Большое Стройково);
- «Совет» (Романово, Гребенево);
- «Луч солнца» (Горячеве, Калище);
- «Имени Ленина» (Большой Лекваж);
- «Крестьянин» (Малый Лекваж)
- «Большевик» (Желтиково).

Эти колхозы просуществовали до укрупнения в 1950 году. Затем остались три укрупнённых колхоза:
«Новый Север», «Верный путь» и «Совет», которые в 1958 году объединены в колхоз «Верный путь». На его основе
организовался совхоз «Ярцевский», который в 1999 году реорганизован в муниципальное унитарное сельскохозяйственное
предприятие «Верный путь».
Обучение грамоте населения было организовано в 1844 году. В газете «Вологодские губернские ведомости» N24 от 10.06.1844 было
опубликовано распоряжение Министра государственных имуществ «Об открытии приходских училищь для детей государственных крестьян в Вологодской губернии». Обучение проводилось с 1 сентября по 1 мая. Руководить школой и обучать детей грамоте было поручено священнику Соколову Иоанну Алексеевичу. За тщательное исполнение обязанностей он имел поощрения от церковного руководства епархии. С 1911 года работали Романовская и Ерёминская одноклассные школы.
На территории округа длительное время существовали школы: Верхне-лальская средняя, Желтиковская начальная,
Еременская начальная, Токаревская начальная, Лекмажская начальная, Романовская начальная, Наволокская начальная.
Есть Дом культуры, библиотека. Много лет работала больница. В последние годы восстанавливается и действует церковь
во имя Михаила Архангела.
По территории Верхнелалья в 19-20 веках проходил Верхолальский тракт. В Историко-экономической справке 1929 года по Северо-Восточной области (только что переименованной в Северный край) даётся такое его описание «Его протяжение в пределах Северо-Двинской губернии 81 км. Начинаясь от с Заозерица, он тянется на северо-восток, параллельно реке Лузе и притоку её реке Лале, пересекая в нескольких местах в зависимости от расположения селений, благодаря чему охватывает все селения южной части Вилегодского и северной части Лальского районов. Как в южной части (с. Заозерица) так и северной части (от д. Стройково до Ильинского) тракт проходит по малонаселённой местности». Грузонапряжённость его колеблется от 650 до 1014 тонн. Вся работа тракта выражается цифрой 27324 тоннокилометров, что составляет 237 тонн в год на километр пути. С развитием шоссейных путей и железнодорожного транспорта этот гужевой путь потерял свою ценность уже в 40-х годах. До конца 1970-х годов использовался только для местных сообщений да и то — в зимнее время.
Верхне-Лальский сельский округ — административно-территориальное образование, созданное в 90-е годы XX века на базе Верхне-Лальского сельского Совета.
В настоящее время в округе насчитывается 5 деревень, в которых в 2001 году было 142 двора и 362 жителя. Численность жителей Верхнелалья с каждым годом уменьшается.

## Достопримечательности
- Михайло-Архангельская церковь.

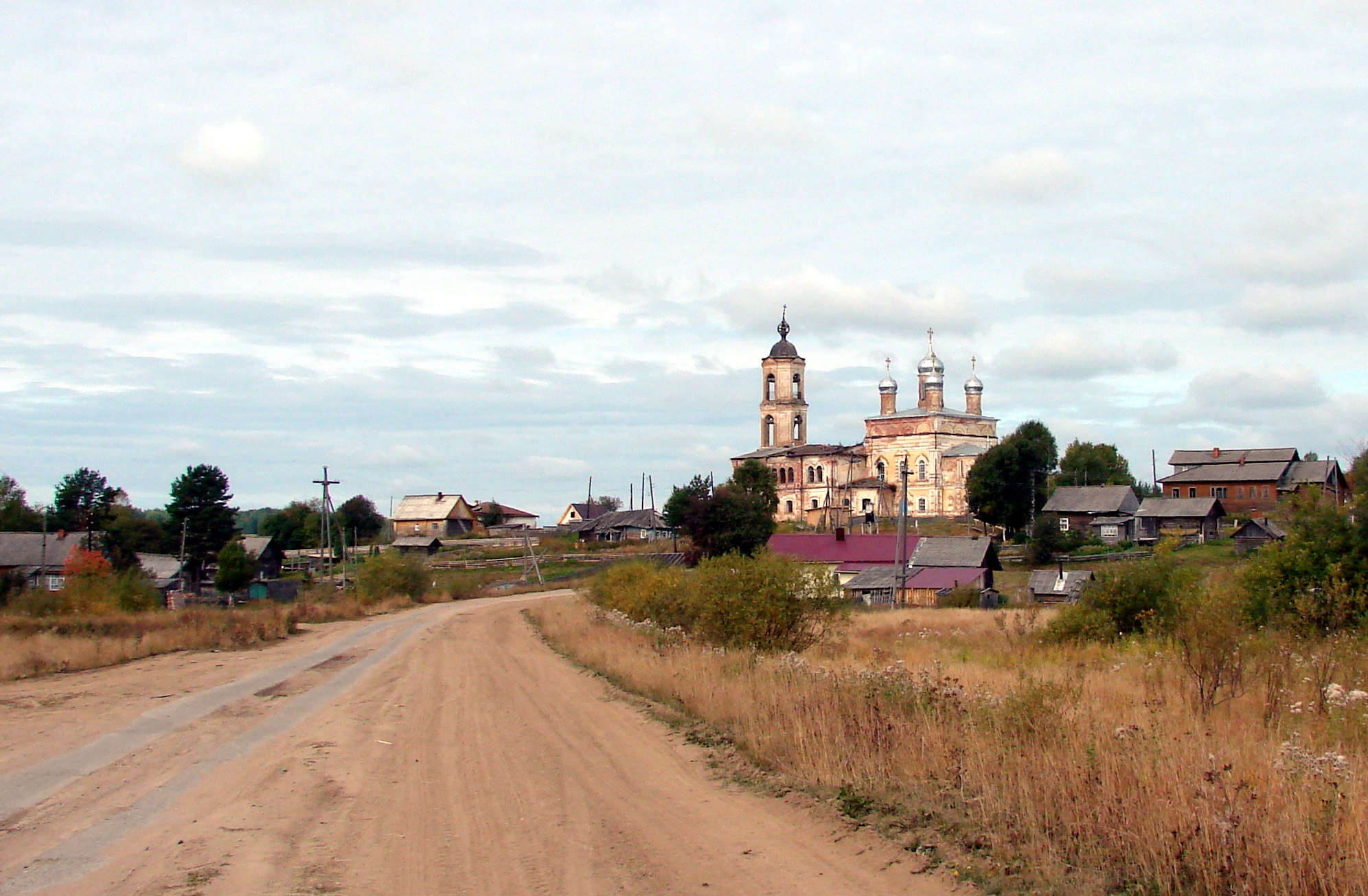
Михайло-Архангельская церковь

Имеет давнюю историю, по крайней мере уже к 1645 году церковь имела два придела: Архистратига архангела Михаила и Прокопия Устюжского. Она включена в список памятников архитектуры Кировской области.
В настоящее время находится в аварийном состоянии, но восстановление не предусмотрено.
Придел церкви, так называемая летняя церковь (ранее Прокопия Праведного Устюжского) вновь освящена в 2001 году во имя архангела Михаила. Поддерживается и ремонтируется на средства кировского мецената, уроженца Верхнелалья (дер. Гребенево) Токмакова Ивана Анатольевича. Зимняя церковь, изначально носившая имя Архистратига Михаила и колокольня частично отремонтирована группой энтузиастов на средства собранные земляками под руководством Николая Токмакова (дер.Стройково). Значительный вклад в финансирование работ внёс Иван Токмаков.
- Укреплённый городок.

Археологический памятник предположительно 14-16 веков, расположенный в 700 метрах от населённого пункта село Верхне-Лалье. Известен в научных кругах с конца 19 века, описан И.К.Степановским в 1890 году. В преданиях местного населения имеются утверждения не соответствующие действительности, приписывающие принадлежность его местным племенам "Чуди". На самом деле городок имеет русское, новгородское происхождение. Памятник всё ещё требует научного изучения. До настоящего времени на территории памятника проводились только рекогносцировочные работы. Изучением и исследованием исторического материала связанного с возникновением Городка и историей Верхнелалья занимается уроженец д.Стройково Токмаков Николай Михайлович.
- Покровская часовня.

Часовня Покрова Пресвятой Богородицы построена в 1731 году в честь чудесного обретения одноимённой иконы. Икона в последствии пользовалась уважением всей округи вплоть до Лальска. С ней устраивалось семь Крестных ходов с дозволения Велико Устюгской консистории от 1779 года. В 80-х годах XIX века здание подвергалось капитальному ремонту. В 2024 году на добровольные пожертвования земляков были проведены работы по сохранению здания часовни. Подрядные работы выполнил мастер из Лальска (пос.Фабрика) Чернятьев Николай Сергеевич. Посильную помощь в обустройстве здания и окружающей территории оказали Токмаков Николай Михайлович, Горячевский Павлин Михайлович, Горячевский Василий Всеволодович, Сластихин Пётр Леонидович.